# 2024年美國聯盟冠軍賽
2024年美國聯盟冠軍賽是2024年美國職棒大聯盟季後賽第三輪比賽，由東區冠軍紐約洋基對決中區冠軍克里夫蘭守護者。本賽事在2024年10月14日至10月19日舉行。
最終洋基以4勝1敗擊敗守護者，睽違15年再度晉級世界大賽。這也是洋基隊史第41次晉級世界大賽。
回顧近年賽況，休士頓太空人隊在過去七年以來皆打入美聯冠軍賽，2024年仍以西區冠軍之姿晉級季後賽。然而他們在外卡輪遭到第六種子老虎隊橫掃，中斷了這項紀錄。

## 賽況大要
| 場次 | 客隊   | 比分        | 主隊   | 日期     | 場地       | 觀眾人數 |
| ---- | ------ | ----------- | ------ | -------- | ---------- | -------- |
| 1    | 守護者 | 2：5        | 洋基   | 10月14日 | 洋基體育場 | 47,264   |
| 2    | 守護者 | 3：6        | 洋基   | 10月15日 | 洋基體育場 | 47,054   |
| 3    | 洋基   | 5：7 (F/10) | 守護者 | 10月17日 | 進步球場   | 32,531   |
| 4    | 洋基   | 8：6        | 守護者 | 10月18日 | 進步球場   | 35,263   |
| 5    | 洋基   | 5：2 (F/10) | 守護者 | 10月19日 | 進步球場   | 32,545   |

### 第一場
| 克里夫蘭守護者 | 0 | 0 | 0 | 0 | 0 | 1 | 0 | 1 | 0 | 2 | 6 | 0 |
| 紐約洋基 | 0 | 0 | 3 | 1 | 0 | 0 | 1 | 0 | X | 5 | 6 | 1 |
| 勝投： 卡洛斯·羅登（1－0） 敗投： 亞力士·柯布（0－1） 救援成功： 盧克·韋弗（1） 全壘打： 守護者：Brayan Rocchio （6上，1分） 洋基：胡安·索托（3下，1分）、賈恩卡洛·斯坦頓（7下，1分） |   |   |   |   |   |   |   |   |   |   |   |   |

胡安·索托在3局下敲出中外野陽春砲，率隊先馳得點。他以25歲又355天，成為季後賽史上最年輕在效力3支球隊都開轟的球員，原紀錄為馬查多的28歲又87天。
亞力士·柯布隨後投出3次保送形成滿壘，接替的Joey Cantillo投出2次暴投和1次保送，再失掉2分。到了第7局，Cantillo控球仍是不穩，單局又投出2保送和2次暴投，單場出現4次暴投成為史上第2多。
卡洛斯·羅登讓守護者打線揮空25次，創下自2008年啟用投球追蹤系统（Pitch-tracking era）的隊史新紀錄。
賈恩卡洛·斯坦頓在第7局敲出陽春砲，幫助洋基擴大領先來到5比1。守護者雖在8局上追回一分，不過洋基提前派出終結者盧克·韋弗，最後他在9局上連續投出3次三振終結比賽。幫助洋基以5比2取勝，系列賽1比0領先。

### 第二場
| 克里夫蘭守護者 | 0 | 0 | 0 | 0 | 2 | 0 | 0 | 0 | 1 | 3 | 8  | 2 |
| 紐約洋基 | 1 | 2 | 0 | 0 | 0 | 1 | 2 | 0 | X | 6 | 11 | 0 |
| 勝投： 克雷·霍姆斯（1－0） 敗投： Tanner Bibee（0－1） 全壘打： 守護者：荷西·拉米瑞茲（9上，1分） 洋基：亞倫·賈吉（7下，2分） |   |   |   |   |   |   |   |   |   |   |    |   |

洋基在首局先敲出兩支安打攻佔一三壘，接著亞倫·賈吉擊出二壘方向內野高飛球，結果守護者游擊手Brayan Rocchio漏接出現失誤，讓洋基取得1比0領先。
2局上，Tanner Bibee投球持續不穩，連續被敲3安再失1分。賈吉在滿壘適時敲出高飛犧牲打，打回洋基第3分。
洋基先發格里特·柯爾前四局力保不失，直到5局上才被Josh Naylor高飛犧牲打失分，之後Will Brennan在滿壘時敲出一壘滾地球送回第2分。
6局下，傑茲·齊森姆先是敲出左外野二壘安打，安東尼·沃爾皮獲得四壞球保送，雖然齊森姆後來遭到牽制出局，不過安東尼·瑞佐敲出右外野長打，洋基4比2領先。
7局下，賈吉敲出2分砲持續擴大領先。這也是他季後賽生涯第14轟，獨居洋基隊史第5名。9局上，洋基終結者盧克·韋弗在1人出局後被荷西·拉米瑞茲擊出右外野陽春砲失掉個人今年季後賽第一分，但是他隨即回穩，連續抓下2個出局數守住勝利，洋基在美聯冠軍系列賽取得2連勝。

### 第三場
俄亥俄州克里夫蘭進步球場
| 紐約洋基 | 0 | 1 | 0 | 0 | 0 | 0 | 0 | 3 | 1 | 0 | 5 | 6  | 1 |
| 克里夫蘭守護者 | 0 | 0 | 2 | 0 | 0 | 1 | 0 | 0 | 2 | 2 | 7 | 11 | 1 |
| 勝投： Pedro Avila（1－0） 敗投： 克雷·霍姆斯（1－1） 全壘打： 洋基：亞倫·賈吉（8上，2分）、賈恩卡洛·斯坦頓（8上，1分） 守護者：Kyle Manzardo（3下，2分）、Jhonkensy Noel（9下，2分）、David Fry（10下，2分） |   |   |   |   |   |   |   |   |   |   |   |    |   |

洋基在2局上靠著荷西·崔維諾的安打先馳得點，不過Kyle Manzardo在3局下敲出2分彈，幫助球隊2比1逆轉戰局，6局下，安德列斯·席曼尼茲敲出安打，追加第3分。
8局上，亞倫·賈吉和賈恩卡洛·斯坦頓背靠背開轟，將比數改寫為4比3。並在9局上靠著葛雷伯·托雷斯的高飛犧牲打取得5比3領先。
但是9局下戰況風雲變色，Jhonkensy Noel代打擊出2分砲，一棒追平比數，將戰局拉至延長賽。接著David Fry在10局下敲出再見2分砲，幫守護者艱辛的取得系列賽首勝。

### 第四場
俄亥俄州克里夫蘭進步球場
| 紐約洋基 | 2 | 1 | 0 | 0 | 0 | 3 | 0 | 0 | 2 | 8 | 10 | 1 |
| 克里夫蘭守護者 | 1 | 0 | 1 | 0 | 0 | 0 | 3 | 1 | 0 | 6 | 11 | 1 |
| 勝投： Mark Leiter Jr.（1－0） 敗投： 伊曼紐·克拉塞（0－2） 救援成功： 湯米·坎利（1） 全壘打： 洋基：胡安·索托（1上，2分）、Austin Wells（2上，1分）、賈恩卡洛·斯坦頓（6上，3分） 守護者：無 |   |   |   |   |   |   |   |   |   |   |    |   |

胡安·索托和Austin Wells接連開轟，讓洋基在比賽前段就取得3比1領先。3局下，Josh Naylor敲出安打，幫助守護者追到一分差。
6局上，賈恩卡洛·斯坦頓敲出3分砲，不過守護者在7局下突破克雷·霍姆斯，靠著連續兩支二壘安打，單局也進帳3分。
8局下，David Fry敲出一壘方向滾地球，不過Mark Leiter Jr.卻在這時發生洋基全隊本場第一次失誤，雙方變回6比6平手。
9局上，洋基也成功突破守護者終結者伊曼紐·克拉塞，艾力士·韋杜戈的滾地球讓守護者游擊手Brayan Rocchio發生守備失誤，加上安東尼·沃爾皮的安打，洋基取得關鍵2分超前。9局下，雖然守護者一度攻佔一二壘，但是湯米·坎利還是順利守住比賽，讓洋基率先聽牌。

### 第五場
俄亥俄州克里夫蘭進步球場
| 紐約洋基 | 0 | 0 | 0 | 0 | 0 | 2 | 0 | 0 | 0 | 3 | 5 | 9 | 0 |
| 克里夫蘭守護者 | 0 | 1 | 0 | 0 | 1 | 0 | 0 | 0 | 0 | 0 | 2 | 7 | 1 |
| 勝投： 盧克·韋弗（1－0） 敗投： Hunter Gaddis（1－1） 全壘打： 洋基：賈恩卡洛·斯坦頓（6上，2分）、胡安·索托（10上，3分） 守護者：無 |   |   |   |   |   |   |   |   |   |   |   |   |   |

Tanner Bibee先在首局靠著隊友精彩防守度過失分危機，並且在2到5局封鎖洋基打線。卡洛斯·羅登表現也不差，前4局僅失1分，後來在第五局丟掉第二分後退場。
6局上，賈恩卡洛·斯坦頓敲出系列賽個人第四轟，一棒追平比數。
兩隊一路僵持到10局上，守護者游擊手Brayan Rocchio又發生守備失誤，最後胡安·索托在2出局後敲出致勝3分砲，最終洋基便以比數5:2獲勝，系列賽以4勝1敗之姿，睽違十五年再次打入世界大賽。

## 後續
- 守護者隊在2024年球季例行賽期間非常倚賴的四名後援投手（被部分美國球評冠以「四騎士」之名），即伊曼紐·克拉塞／Cade Smith／Hunter Gaddis／Tim Herrin等人，在此輪系列賽遭到洋基隊打者重擊。例行賽四人繳出290局投球、1.49防禦率的頂尖成績，美聯冠軍賽卻在13局期間丟失11分。總教練沃特在第四場賽後受訪時坦言，他們確有疲態[9]。評論指出，守護者隊在培養先發投手一環，歷來都有傑出的口碑[9]，賽揚獎等級的名投沙巴西亞、李、克魯伯都是守護者出身。然而，近年的頭牌先發沙恩·比柏在本季因傷休戰，迫使史蒂芬·沃特必須在投手調度上做出因應。